# جولین کلارک
جولین کلارک (انگلیسی: Julian Clarke؛ زادهٔ ۳ سپتامبر ۱۹۷۷) تدوین‌گر اهل کانادا است. وی دانش‌آموختۀ دانشگاه بریتیش کلمبیا است.
از فیلم‌ها یا مجموعه‌های تلویزیونی که وی در آن‌ها نقش داشته‌است، می‌توان به منطقه ۹، کنترل-آلت-دیلیت، افشاگر، موجود، الیسیوم، پروژه سالنامه، چپی، ددپول و نابودگر: سرنوشت تاریک اشاره نمود.